# Culiseta drummondi
Culiseta drummondi är en tvåvingeart som först beskrevs av Nikolas Vladimir Dobrotworsky 1960.  Culiseta drummondi ingår i släktet Culiseta och familjen stickmyggor. Inga underarter finns listade i Catalogue of Life.